# Višja vojaška akademija Kopenske vojske Jugoslovanske ljudske armade
Višja vojaška akademija Kopenske vojske JLA (srbohrvaško: Viša vojna akademija KOV) je bila vojaška akademija, ki je delovala v sestavi Jugoslovanske ljudske armade.

## Zgodovina
Akademija je bila ustanovljena leta 1964 s preimenovanjem Višje vojaške akademije JLA in bila leta 1969 reorganizirana v Poveljniško-štabno akademijo Kopenske vojske JLA.